# Olivier Assayas
Olivier Assayas (Parijs, 25 januari 1955) is een Frans filmregisseur en scenarioschrijver.

## Biografie
Olivier Assayas werd geboren in 1955 in het 15e arrondissement van Parijs. Hij is de zoon van de scenarioschrijver Raymond Assayas, beter bekend onder de naam Jacques Rémi en de broer van de schrijfster Michka Assayas. Assayas studeerde aan het lycée Blaise Pascal in Orsay en vervolgens aan de École nationale supérieure des beaux-arts te Parijs. Hij behaalde een Master Geesteswetenschappen aan de Université Sorbonne Nouvelle - Paris 3. Asasayas werkte eerst als illustrator en grafisch ontwerper in Métal hurlant (1979-1981) en schreef als filmcriticus voor verschillende magazines, Cahiers du cinéma (1980-1985) en Rock & Folk (1982-1985). Na de realisatie van enkele kortfilms en het schrijven van scenario's, debuteerde hij in 1986 met zijn eerste langspeelfilm Désordre. Voor de film Carlos in 2010 kreeg hij verscheidende nominaties, onder andere de César voor beste regisseur en de Europese filmprijs. Après mai uit 2012 werd bekroond met de "Georges Delerueprijs" op het Filmfestival van Gent 2012 en won prijzen op het Filmfestival van Venetië. Clouds of Sils Maria uit 2014 behaalde drie César-nominaties.
Olivier Assayas trouwde op 26 december 1998 met actrice Maggie Cheung, van wie hij scheidde in 2001. Hij hertrouwde met de Franse regisseuse Mia Hansen-Løve, met wie hij in 2009 een dochter kreeg.

## Filmografie

### Regie
- Désordre (1986)
- L'Enfant de l'hiver (1989)
- Paris s'éveille (1991)
- Une nouvelle vie (1993)
- L'Eau froide (televisiefilm behorende tot de serie Tous les garçons et les filles de leur âge, 1994)
- Irma Vep (1996)
- Fin août, début septembre (1998)
- Les Destinées sentimentales (2000)
- Demonlover (2002)
- Clean (2004)
- Boarding Gate (2007)
- L'Heure d'été (2008)
- Carlos (televisieversie, 330 min.) of Le Prix du Chacal (bioscoopversie, 180 min.) (2010)
- Après mai (2012)
- Clouds of Sils Maria (2014)
- Personal Shopper (2016)
- Doubles vies (2018)
- Wasp Network (2019)
- Irma Vep (2022)
- Hors du temps (2024)

### Scenario
- Scopitone van Laurent Perrin (1978)
- L'Unique van Jérôme Diamant-Berger (1985)
- Passage secret van Laurent Perrin (1985)
- Rendez-vous van André Téchiné (1985)
- Avril brisé van Liria Bégéja (1986)
- Le Lieu du crime van André Téchiné (1986)
- Alice et Martin van André Téchiné (1998)

## Prijzen en nominaties
De belangrijkste:
| jaar | prijs                    | categorie                      | genomineerde(n)                       | uitslag     |
| ---- | ------------------------ | ------------------------------ | ------------------------------------- | ----------- |
| 2015 | César                    | Beste regisseur                | Clouds of Sils Maria                  | Genomineerd |
| 2015 | César                    | Beste origineel script         | Clouds of Sils Maria                  | Genomineerd |
| 2015 | César                    | Beste film                     | Clouds of Sils Maria                  | Genomineerd |
| 2012 | Filmfestival van Venetië | Golden Oselle - Beste scenario | Après mai                             | Gewonnen    |
| 2012 | Filmfestival van Venetië | Fondazione Mimmo Rotella Award | Après mai                             | Gewonnen    |
| 2011 | César                    | Beste regisseur                | Carlos                                | Genomineerd |
| 2010 | Europese filmprijzen     | Beste regisseur                | Carlos                                | Genomineerd |
| 1986 | César                    | Beste scenario                 | Rendez-vous (samen met André Téchiné) | Genomineerd |